# Aleksiej Leontjew (psycholog)
Aleksiej Nikołajewicz Leontjew (ros. Алексей Николаевич Леонтьев; ur. 1903, zm. 1979) – radziecki psycholog, uczeń Lwa Wygotskiego, twórca teorii czynności. Był profesorem Uniwersytetu Moskiewskiego oraz członkiem Akademii Nauk Pedagogicznych ZSRR. Zajmował się zagadnieniami genezy i rozwoju psychiki. Został pochowany na Cmentarzu Kuncewskim.

## Przekłady na język polski
- Rozwój umysłowy dziecka. Tł. z ros. Haliny Handelzalc. Warszawa : Wiedza Powszechna : Spółdzielnia Wydawniczo-Oświatowa "Czytelnik", Dział Oświata i Wychowanie, 1951.
- O rozwoju psychiki. Wybór: Mariusz Maruszewski. Tłumacz: Stefan Koza. Państwowe Wydawnictwo Naukowe, 1962.
- Smirnow A.(inne języki), Leontjew A., Rubinsztejn S., Tiepłow B.(inne języki) Psychologia. Warszawa : PWN, 1966.